# Batrachedra eremochtha
Batrachedra eremochtha là một loài bướm đêm thuộc họ Blastobasidae. Nó được tìm thấy ở Úc.